# Danais corymbosa
Danais corymbosa là một loài thực vật có hoa trong họ Thiến thảo. Loài này được Balf.f. mô tả khoa học đầu tiên năm 1879.